# Neonazismus

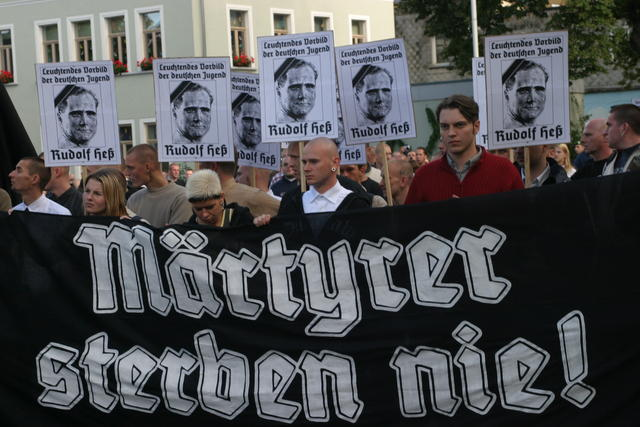
Neonazis marschieren mit Plakaten des Hitler-Stellvertreters Rudolf Heß

Neonazismus (altgriechisch νέος néos ‚neu‘, ‚jung‘ und Nazismus) steht im engeren Sinne für die Wiederaufnahme und Verbreitung nationalsozialistischen Gedankenguts im deutschsprachigen Raum nach dem Zweiten Weltkrieg und dem Ende der NS-Diktatur. Auch in anderen Ländern, namentlich in den USA wurden nach 1945 nationalsozialistische Ideen aufgegriffen und das NS-Regime verherrlicht. Vertreter des Neonazismus werden Neonazis genannt; der Begriff steht im Gegensatz zu „Altnazis“ (auch Alt-PG, „Parteigenosse“), also den Trägern der nationalsozialistischen Ideologie, die diese bereits während der nationalsozialistischen Herrschaft vertreten hatten, den umgangssprachlich „Ewiggestrigen“.

## Geschichte

### Deutschland

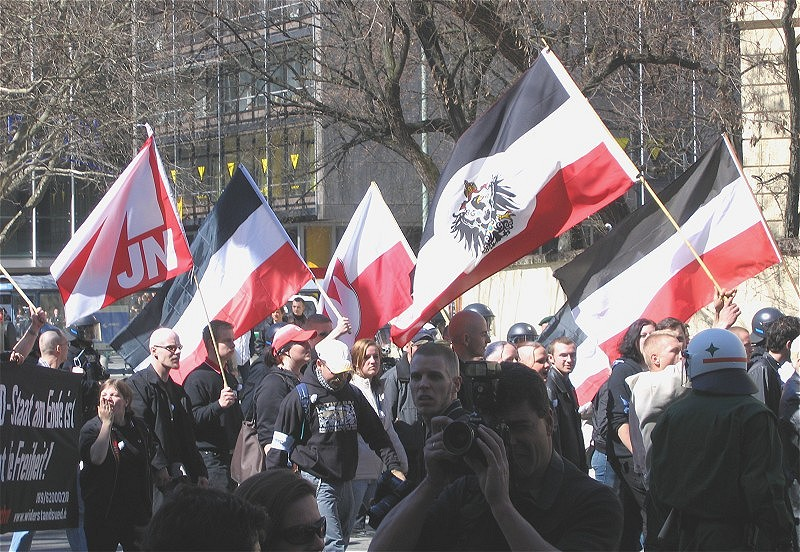
Neonazis bei einer Demonstration in München

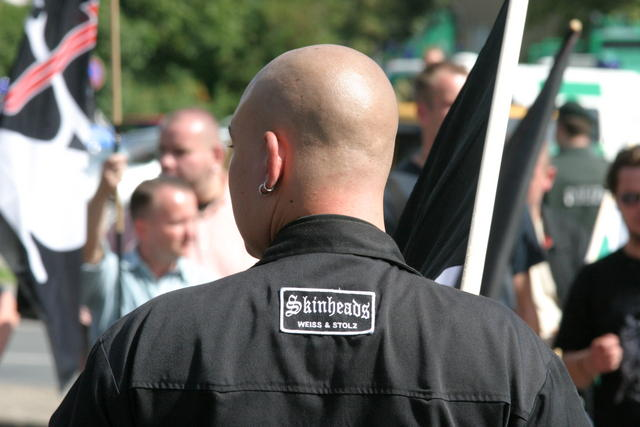
Teile der Neonaziszene treten als Skinheads in Erscheinung

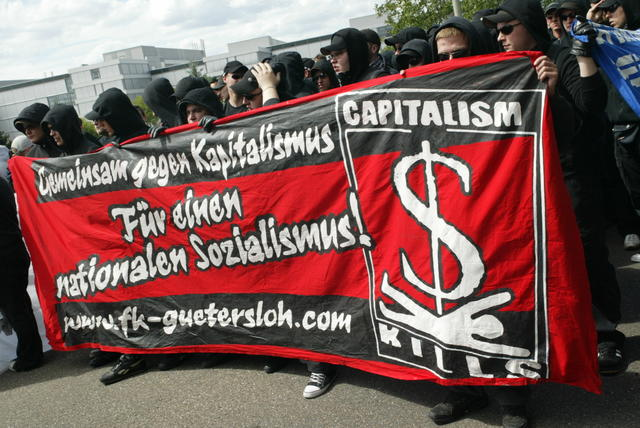
Neonazis als Autonome Nationalisten im Schwarzen Block mit antikapitalistischen und nationalsozialistischen Parolen

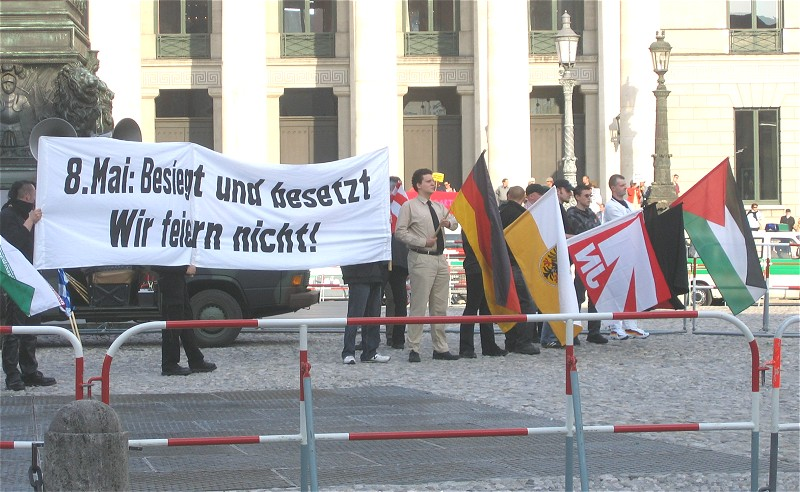
Neonazi-Mahnwache anlässlich des Jahrestags der bedingungslosen Kapitulation der Wehrmacht 1945. Die Neonazis halten die Flagge des Iran, die Flagge Deutschlands, die Flagge Schlesiens, die Flagge der Jungen Nationaldemokraten sowie die Flagge Palästinas.

Bis in die 1970er Jahre war die in Parteien wie der SRP oder der NPD organisierte rechtsextreme Szene in der Bundesrepublik Deutschland im Wesentlichen von sogenannten Altnazis bestimmt, die schon während der Zeit des Nationalsozialismus Anhänger desselben gewesen waren. Seit Ende der 1970er Jahre wird das Bild dieser Szene jedoch überwiegend von Nachgeborenen bestimmt, die keine eigenen Erfahrungen mehr mit der NS-Diktatur und dem Zweiten Weltkrieg gemacht, sondern sich die Ansichten der Altnazis meist kritiklos angeeignet haben. Sie unterscheiden sich von diesen in der Regel auch durch eine erheblich höhere Gewaltbereitschaft.
Die Neonazis (in ihren Grundüberzeugungen sind sie den Altnazis gleichzusetzen) zeichnen sich im Allgemeinen durch ihre extreme Fremdenfeindlichkeit aus. Juden und Ausländer – insbesondere Asylbewerber und türkischstämmige Einwanderer, aber auch Deutsche mit Migrationshintergrund – dienen neben politisch Linken aller Art als Feindbild. Die Neonazis beabsichtigen gemäß der Ideologie des völkischen Nationalismus die Schaffung eines ethnisch homogenen Nationalstaats, in dem weder die deutschen Juden, noch von Ausländern abstammende oder eingebürgerte Deutsche Platz hätten. Die Ablehnung von Minderheiten wird sozialdarwinistisch begründet und drückt sich im Hass auf gesellschaftliche Randgruppen wie Behinderte, Homosexuelle und sozial Schwache – z. B. Obdachlose – aus. Ein großer Teil der Neonazis leugnet oder relativiert die Verbrechen des Nationalsozialismus, speziell den Holocaust.
Das Bundesamt für Verfassungsschutz registrierte Ende 2017 mit rund 6000 Neonazis ca. 1000 mehr als noch im Jahr 2009. Die Zahl der gewaltorientierten Rechtsextremisten wurde auf 12700 (Zunahme gegenüber Vorjahr: 5 %) geschätzt. Eine Studie der Bertelsmann Stiftung kommt im Januar 2021 zu dem Ergebnis, dass knapp acht Prozent aller Wahlberechtigten in Deutschland manifest rechtsextreme Einstellungen vertreten. Bei populistisch eingestellten Wählern ist der Anteil jedoch mehr als doppelt so hoch und bei den Anhängern der AfD sogar fast viermal so hoch. Mehr als die Hälfte der AfD-Wählerschaft ist latent oder manifest rechtsextrem eingestellt.
Viele Neonazis vertreten ihre Ansichten aktiv und gewalttätig. Seit Anfang der 1990er-Jahre kommt es in Deutschland vermehrt zu Anschlägen auf Asylbewerberwohnheime und Politiker, zu Übergriffen auf Ausländer und zu Demonstrationen, bei denen gewaltsame Auseinandersetzungen mit Gegendemonstranten und der Polizei zur Tagesordnung gehören.
Zwischen 2000 und 2007 verübte die neonazistische Terrorgruppe Nationalsozialistischer Untergrund neun Morde an Migranten, den Mord an der Polizistin Michèle Kiesewetter und mehrere Bombenanschläge, darunter den Nagelbombenanschlag in Köln.

#### Nationalrevolutionäre Strömung
Neben den Neonazis formieren sich zusehends „nationalrevolutionäre“ Kräfte im Umfeld des rechtsextremen Spektrums. Diese fallen durch eine stärkere theoretische Ausrichtung auf und orientieren sich teilweise an den Vorbildern Ernst Niekisch und Karl Otto Paetel und insgesamt an einem „Sozialrevolutionären Nationalismus“. Bekannt wurden diese Gruppierungen und Zirkel durch Zeitschriften wie „Junges Forum“ (etwa Anfang der 1970er-Jahre) und „Wir selbst“. Aus diesen Zirkeln gingen Gruppen wie die „Nationalrevolutionäre Koordination“ hervor. Man ist insgesamt bemüht, sich offiziell vom „Dritten Reich“ abzugrenzen, und formuliert eigene Theorien. Im Mittelpunkt stehen hierbei der Ethnopluralismus und ein Antikapitalismus mit teilweise stark antimodernen Ideologiemomenten. Laut Verfassungsschutzberichten verzeichnen derartige Projekte zurzeit einen starken Zulauf, stellen aber immer noch eine verschwindende Minderheit innerhalb der rechtsextremen Szene dar. Zu den wichtigsten Publikationen zählt unter anderem der „Fahnenträger“, eine nach ihrem Selbstverständnis sozialrevolutionäre und nationalistische Zeitschrift. Hinzu zählt man auch die Internetseiten „Die Kommenden“ und „Dritte Front“. Diese seien angeblich Vorreiter einer sich neu abzeichnenden „Nationalrevolutionären Bewegung“.

#### Frauen im Rechtsextremismus
Traditionell vertreten Neonazismus und Rechtsextremisten ein sehr chauvinistisches und sexistisches Geschlechterrollenbild: Während die Frau für die Kindererziehung und das Haus zuständig ist, ist der Mann der Ernährer der Familie und derjenige, der für die Existenz kämpft. Dieses Bild modernisierte sich in den letzten 20 Jahren und Frauen kommt inzwischen eine strategische Schlüsselrolle innerhalb der rechten bzw. neonazistischen Szene zu. Einerseits unterwandern sie gezielt die demokratische Alltagskultur, vor allem in sozialen Berufen, wie dem Kindergarten oder als hilfsbereite Elternvertreterinnen und Kommunalpolitikerinnen, um unauffällig gesellschaftliche Akzeptanz zu bekommen. Andererseits werden sie, trotz ihrer ideologischen Festigung und aktionistischen Ausrichtung, noch immer als Anhängsel ihrer männlichen Pendants angesehen, was ihrer Rolle und ihrer Einstellung nicht gerecht wird.

### USA

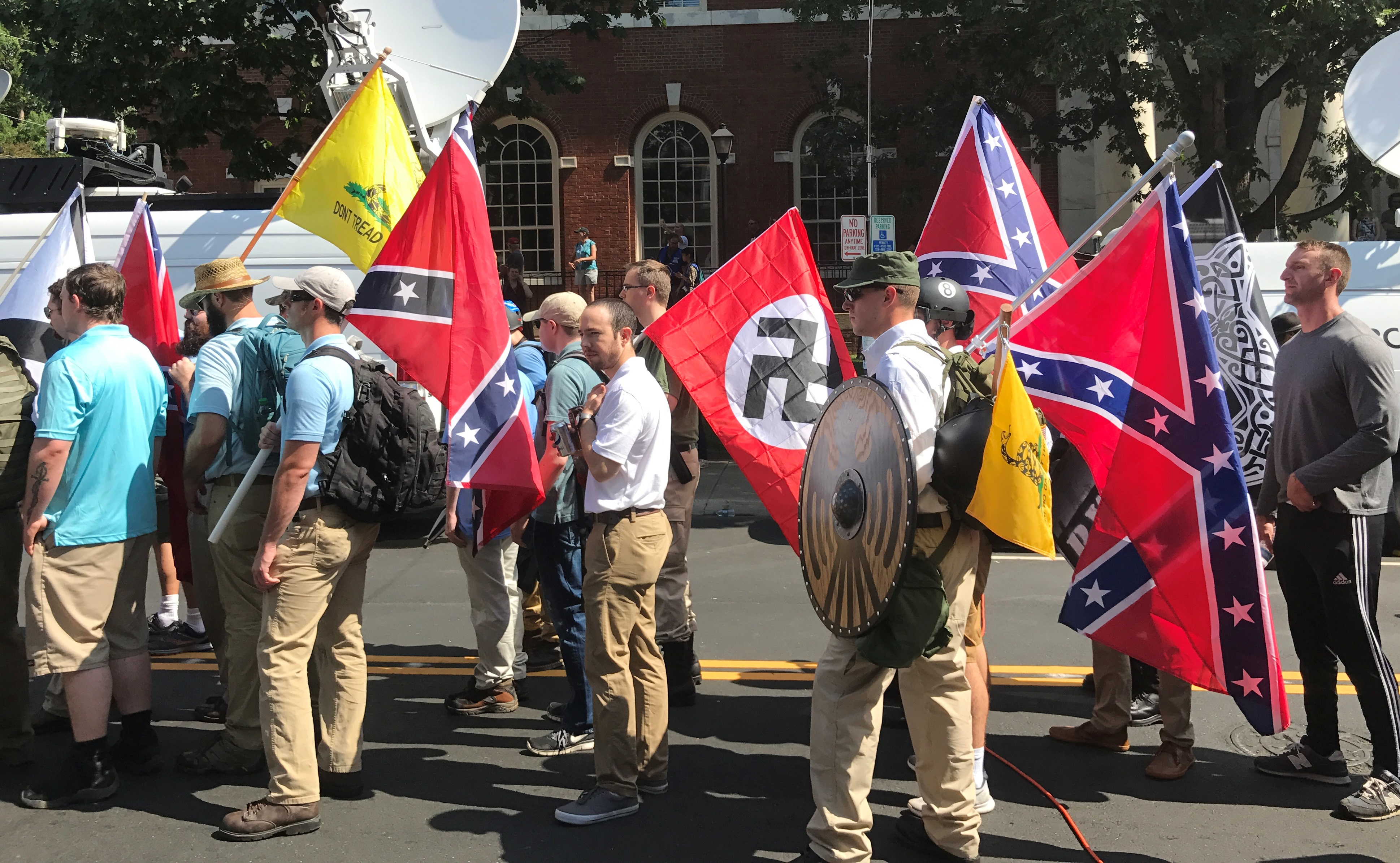
Teilnehmer der „Unite-the-Right“-Demonstranten in Charlottesville am 12. August 2017 mit der Kriegsflagge der Konföderierten, der Gadsden flag und der Hakenkreuzflagge

In den USA gibt es eine weitverzweigte Szene von Neonazis im Rahmen der White-Supremacy-Bewegung. 1959 gründete George Lincoln Rockwell (1918–1967) die World Union of Free Enterprise National Socialists, die kurz darauf in American Nazi Party (ANP) umbenannt wurde. Sie vertritt rassistische, antisemitische und antikommunistische Positionen. 1983 wurde die Partei in New Order umbenannt. Die ANP verbreitete die Verschwörungstheorie, jüdische Kommunisten würden Afroamerikaner dazu verlocken, weiße Frauen zu vergewaltigen und Rassenunruhen zu beginnen. Mitglieder der Partei griffen in den 1960er Jahren Demonstranten an, die gegen den Vietnam-Krieg protestierten, und agitierten gegen die Bürgerrechtsbewegung. Bei Aktionen gegen die Wohnungsbau-Kampagne Martin Luther Kings 1966 prägten sie den das Schlagwort „White Power“. Zu den Mitgliedern der ANP gehörte auch David Duke (* 1950), der Anführer einer Organisation des Ku-Klux-Klans. Das FBI bekämpfte diese Partei erfolgreich mit COINTELPRO-Methoden.
Nach dem Tod des Gründers 1967 radikalisierte sich die ANP weiter und rief zu einer Revolution auf. In ihrem Umkreis entstand in den 1970er Jahren die militante National Socialist Liberation Front, in der die bekannten Rechtsextremisten James Mason (* 1952) und William Luther Pierce (1933–2002) aktiv waren. Mason gilt als Vordenker der rechtsterroristischen Atomwaffen Division. Pierce veröffentlichte 1978 den Roman The Turner Diaries, der einen blutigen Bürgerkrieg in den USA schildert. Das Buch war Inspiration für die Rechtsterroristen Timothy McVeigh und The Order, eine neonazistische Gruppierung, die die Bundesregierung der Vereinigten Staaten als „Zionist Occupied Government“, das heißt eine von Juden kontrollierte Marionettenregierung, delegitimiert.
1972 gründete der deutschstämmige Teenager Gary Lauck (* 1953) in Lincoln (Nebraska) die NSDAP-Aufbauorganisation, mit der er die Neugründung einer nationalsozialistischen Partei in Deutschland vorbereiten will. Lauck verbreitet in Printmedien und im Internet neonazistische Propaganda und Holocaustleugnung und vertreibt per Versandhandel NS-Devotionalien. Im amerikanischen Recht wird der Meinungsfreiheit, die im 1. Zusatzartikel zur Verfassung der Vereinigten Staaten festgeschrieben ist, ein hoher Stellenwert beigemessen, was Neonazis vergleichsweise weiten Spielraum verschafft. Ein Beispiel dafür ist der Erfolg der National Socialist Party of America, einer Abspaltung der ANP, vor dem Obersten Gerichtshof der Vereinigten Staaten 1977: Der Partei war von den Behörden des Staates Illinois verboten worden, einen Marsch durch die Kleinstadt Skokie zu veranstalten, wo zahlreiche Holocaustüberlebende wohnten. Dagegen klagte sie mit Unterstützung der American Civil Liberties Union und bekam schließlich recht.
Die meisten amerikanischen Neonazis sind indes nicht in einer Partei organisiert, sondern nach dem Prinzip des führerlosen Widerstands. Dies wurde von Louis Beam (* 1946) entwickelt, der sich im Umfeld des Ku-Klux-Klans bewegt. Zum führerlosen Widerstand rechnen militante Neonazi-Gruppierungen wie White Aryan Resistance, die Hammerskins oder die Aryan Nations, die der Christian-Identity-Bewegung nahestehen. Beam war der erste amerikanische Neonazi, der elektronische Medien zur Verbreitung seiner Hasspropaganda nutzte.
Nachdem neonazistische Hassgruppen seit der Ära Reagan an Publizität verloren hatten, änderte sich das mit der Präsidentschaftswahl in den Vereinigten Staaten 2008, die erstmals einen Afroamerikaner zum Präsidenten machte. Neonazis wurden nun Teil einer rechten Sammlungsbewegung, die von den Republikanern bis nach Rechtsaußen reicht. Sie wird zusammengehalten durch populistische Ablehnung der so genannten Eliten, Abstiegsängste und Verschwörungstheorien wie die der Birther, die nicht glauben, dass Barack Obama ein Natural born citizen ist, und deshalb die Rechtmäßigkeit seiner Wahl bestreiten. Das Internet begünstigt diese Entwicklung, wo die so genannte Alt-Right sich in Websites wie Stormfront, Netzwerken wie Gab, diversen Reddits und Sub-Reddits austauscht.
Die ganze Breite dieser Koalition zeigten die Demonstrationen in Charlottesville 2017, bei denen eine Gegendemonstrantin über den Haufen gefahren und getötet wurde. Präsident Donald Trump bescheinigte den Teilnehmern dennoch, es seien „some very fine people“ unter ihnen gewesen. Laut Andrew Anglin, dem Redakteur der rechtsextremen Website The Daily Stormer, engagierten sich viele Neonazis im Wahlkampf zu den Präsidentschaftswahlen 2020 für Trump. Am Sturm auf das Kapitol in Washington 2021, bei dem rechte und rechtsextreme Gruppen versuchten, die förmliche Bestätigung des Sieges von Joe Biden durch den Kongress zu verhindern, nahmen auch Neonazis teil.

### Großbritannien
In Großbritannien berufen sich viele Neonazis auf Arnold Leese von der Imperial Fascist League, der während des Kriegs im Gefängnis gesessen hatte. Bereits 1945 verbreitete er in seinem Buch The Jewish War of Survival die Verschwörungstheorie, „die Juden“ hätten den Zweiten Weltkrieg nicht nur angefangen, sondern auch gewonnen, weil ihre Position in der Welt durch die Ausschaltung Deutschlands international stark verbessert worden sei. Leese förderte und beeinflusste mehrere andere britische Neonazis mit ähnlichen Ansichten wie Colin Jordan, der einen innerjüdischen Zwist zwischen Israel und der Sowjetunion herbeifabulierte: Der Kalte Krieg machte eine Rekalibrierung der These von der jüdischen Weltverschwörung notwendig. 1960 trat Jordan der British National Party (BNP) bei, die sich die „Liberation of Britain from the Coloured Invasion and Jewish Domination“ („Befreiung Britanniens von der Invasion der Farbigen und der jüdischen Herrschaft“) zum Ziel setzte. 1961 verfasste Jordan eine Sonderausgabe der Zeitschrift Combat, in der er als einer der ersten Briten den Holocaust leugnete. Auch behauptete er, es seien umgekehrt die Juden, die die Deutschen ausrotten wollten. 1962 gründete Jordan mit John Tyndall das National Socialist Movement, das sich uneingeschränkt positiv auf Hitler bezog und Kontakte zu Neonazis in den USA und weltweit aufbaute.
Die gewalttätige Gruppierung Combat 18 (Kampf 18 – die Ziffern beziehen sich auf den ersten und den achten Buchstaben des Alphabets, als die Initialen Adolf Hitlers) wurde 1992 als Saalschutz für Veranstaltungen der BNP gegründet, mit deren als zu wenig radikal empfundenen Führung sie bald in Konflikt gerieten. Combat 18 begann gemeinsam mit Hooligans asiatischstämmige Menschen zu verprügeln, die sich im Mai 2001 in Oldham im Großraum Manchester wehrten: Eine große Straßenschlacht war die Folge. Danach ging die Gewalt wieder zurück.

### In weiteren Staaten

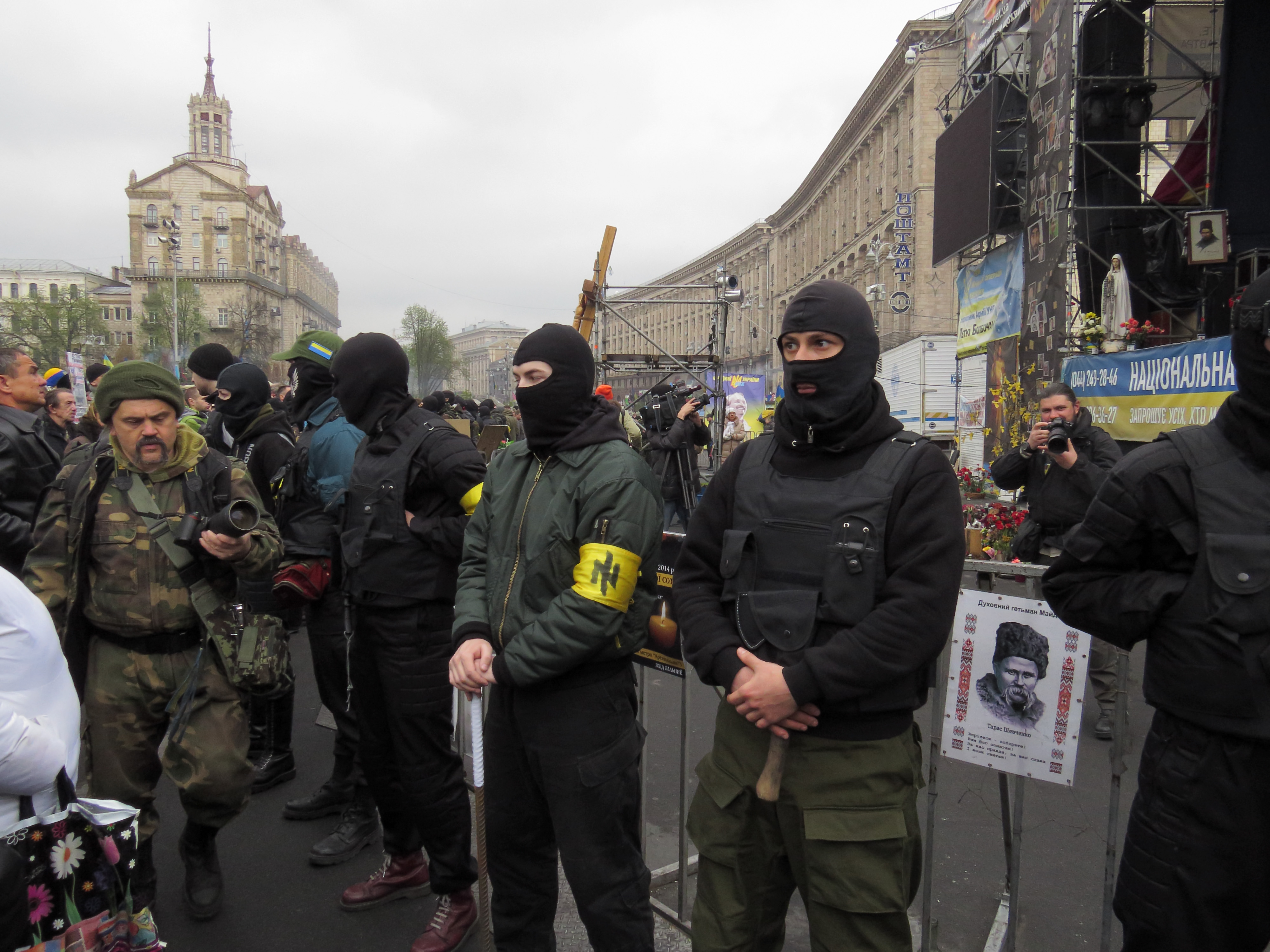
Patriot der Ukraine, Kiew, 13. April 2014

In fast allen europäischen Ländern gibt es Gruppierungen, die dem Neo-Nationalsozialismus zuzuordnen sind. Die fremdenfeindlichen, antisemitischen und sozialdarwinistischen Ansichten dieser Neonazis entsprechen in jeweils abgewandelter Form denen der deutschen Gruppierungen. So sind US-amerikanische Neonazis in der Regel durch Hass auf Schwarze, Latinos, Asiaten und Juden gekennzeichnet und vertreten die Ansicht, die „weiße Rasse“ der „Arier“ müsse „rein“ erhalten werden.

## Kultur

### Erkennungsmerkmale und Zeichen
Neonazis ließen sich zwischen 1980 und 1993 immer häufiger an ihrem Erscheinungsbild erkennen. Dieses bestand aus dem Tragen von Bomberjacken (olivgrün oder schwarz), vor allem Jeans oder Flecktarnhosen und so genannten Springerstiefeln oder ähnlich aussehenden Stahlkappenschuhen mit weißen Schnürsenkeln. Zudem rasierten sie sich den Kopf, was ihnen die Bezeichnung Skinhead einbrachte, obgleich es sich bei den Skinheads eigentlich um eine ältere, nicht rechtsextreme Bewegung aus Großbritannien handelt. Diese Erkennungsmerkmale kommen fast alle aus der Skinhead-Subkultur und hatten ursprünglich keine politische Bedeutung. Weiße Schnürsenkel etwa standen für die Vereinigung von weißen und schwarzen Jugendlichen in England oder wurden einfach nur der Optik wegen verwendet, ganz ohne rassistische Botschaft.
Seit den Ausschreitungen in Rostock-Lichtenhagen im Jahr 1992 hat sich in der deutschen Bevölkerung die Toleranz gegenüber Rechtsradikalen erheblich verringert, so dass viele Neonazis dazu übergingen, sich nicht mehr deutlich sichtbar als solche zu erkennen zu geben. Sie ließen ihre Haare wieder wachsen und verzichteten auf ihre Bomberjacken- und Springerstiefel-Aufmachung. Stattdessen wechselten sie zu versteckten Erkennungsmerkmalen, die Szenefremden oft unbekannt sind. So verweisen Zahlen auf Buchstaben im Alphabet. Die „88“ steht z. B. für „HH“ und ist die kryptische Abkürzung für „Heil Hitler“. Die Zahl „18“ steht für „AH“ – „Adolf Hitler“. Zudem gibt es Hersteller von Markenbekleidung, wie z. B. Consdaple und Thor Steinar, deren Produkte bevorzugt von der Neonazi-Szene getragen werden.
Es gibt auch in einigen anderen Jugendkulturen viele Neonazis, so zum Beispiel „National Socialist Black Metal“ (NSBM), deren Anhänger äußerlich meist kaum von anderen Anhängern von Black Metal zu unterscheiden sind (schwarze Kleidung, lange Haare, heidnische Symbole) und sich meist sehr stark über das Heidentum definieren. Auch in der Gabberszene gab es in den letzten Jahren immer mehr Neonazis.
Die politischen Drahtzieher pflegen oft einen anderen Kleidungsstil. Sie unterscheiden sich kaum von in gewöhnlichem Habit erscheinenden Personen (Bsp. Christian Worch, Siegfried Borchardt). Ferner gibt es Aktivisten wie Axel Reitz (mittlerweile ausgestiegen) oder Philipp Hasselbach, die in SA-ähnlichen Uniformen oder langen, schwarzen „Gestapo-Ledermänteln“ auftreten.
Seit etwa dem Jahr 2000 übernehmen Neonazis zunehmend ursprünglich linke oder linksradikale Symbolik und Outfits wie die der Autonomen-Bewegung und des „Schwarzen Blocks“ (Autonome Nationalisten). Sie kleiden sich teilweise ganz in Schwarz mit Kapuzenpulli, Basecap etc. Immer häufiger tragen deutsche Neonazis eine Kufiya („Palituch“) als Bekenntnis gegen Israel und Juden allgemein (siehe z. B. die Kader der Freien Kameradschaften wie Thomas Gerlach).

### Rechtsrock
Der erste Kontakt zur Szene geschieht meist über die Musik der Neonazis. Diese kann teils sehr balladenhaft sein (Frank Rennicke), meist wirkt sie jedoch aggressiv. Ursprünglich kommt der Rechtsrock (auch RAC genannt) aus England (Skrewdriver, No Remorse, Skullhead), seit den 1980er-Jahren steigt die Zahl der Neonazi-Bands auch in Deutschland stetig an. Seit Mitte/Ende der 1990er-Jahre erkennt die Szene das Rekrutierungspotential, das in der Musik liegt. Bekannte Bands nennen sich Sturmwehr, Störkraft, Kraftschlag, Landser, Zillertaler Türkenjäger, Endstufe, Stahlgewitter, Oidoxie oder Noie Werte.
Es gibt jährlich Hunderte illegaler Konzerte. Per Mobiltelefon geben die Veranstalter die Orte der Konzerte erst in letzter Minute an die Besucher weiter. Diese stehen untereinander in Kontakt und werden dann dorthin gelotst. Vorab ist nur der ungefähre Standort bekannt, so dass sich alle in unmittelbarer Nähe befinden.

### Kampfsport
An Bedeutung innerhalb der neonazistischen Szene gewinnt der Bereich des Kampfsports, vor allem Mixed Martial Arts sowie Kickboxen. Rechte Kampfsportlabels treten als Sponsoren und Veranstalter von extrem rechten Kampfsportturnieren auf. In der Szene namhafte Events sind beispielsweise das Turnier Kampf der Nibelungen (KdN) (von 2013 bis 2018 jährlich stattfindend) oder das 2018 wie auch 2019 durchgeführte „Tiwaz – Kampf der freien Männer“. Auch bei Musik- und Rednerveranstaltungen wie den beiden „Schild & Schwert“-Festivals 2018 im sächsischen Ostritz (organisiert von dem stellvertretenden NPD-Bundesvorsitzenden Thorsten Heise) gab es Kampfsportdarbietungen. Solche Veranstaltungen dienen auch der Vernetzung innerhalb der Szene, der Rekrutierung neuer Kräfte, beispielsweise aus dem Hooligan-Milieu, sowie dem Verkauf indizierter Musik. Das Bundesinnenministerium geht davon aus, dass viele dieser Kampfsport-Besucher als Mobilisierungspotential für rechtsextremistische Demos zur Verfügung stehen; es sei auch zu befürchten, dass die Professionalisierung im Kampfsport ideologisch im Sinne einer Wehrhaftigkeit gegen „das System“ aufgeladen bzw. für Auseinandersetzungen auf der Straße mit dem politischen Gegner genutzt werde. Kampfsportgruppierungen mit politischer Ausrichtung wie die Labels „KdN“, „Wardon“, „Black Legion“ oder das Label „White Rex“ des russischstämmigen Hooligans Denis Nikitin (eigentlicher Name Denis Kapustin) stellen ihre eigenen Kampfsportler als Vorbilder in Sachen „Wille“, „Fleiß“ und „Disziplin“ dar und verstehen sie als Gegensatz zum „faulenden politischen System“ der „Versager“, „Heuchler“ und „Schwächlinge“. Über verschiedene Kanäle auf sozialen Medien wird zudem für die Gründung von Active Clubs geworben, die über Kampfsportangebote der Vernetzung und Stärkung der Szene dienen sollen.

## Ausstieg aus der Szene
Wer der Neonaziszene angehört, sich jedoch nicht mehr mit deren Zielen identifiziert und aussteigen will, steht oft vor erheblichen Problemen. Die meisten Neonazis haben außerhalb der Szene kaum noch soziale Kontakte, hinzu kommen eventuell Vorstrafen. Fehlende berufliche Kenntnisse erschweren oft eine Reintegration in die Mehrheitsgesellschaft. Manche Aussteiger fürchten auch Racheakte der alten Gesinnungsgenossen. Daher gibt es seit einigen Jahren Projekte, die Ausstiegswilligen Unterstützung anbieten, unter anderem die Initiative Exit Deutschland.
Bekannte Aussteiger
- Matthias Adrian
- Bela Ewald Althans
- Sebastian Angermüller[25]
- Stefan Michael Bar
- Lukas Bals[26]
- Manuel Bauer[27]
- Felix Benneckenstein[28]
- Heidi Benneckenstein
- Gerd-Roger Bornemann (von Neonazis ermordet)[29]
- Kay Diesner
- Jörg Fischer-Aharon[30]
- Ingo Hasselbach
- Christine Hewicker[31]
- Maximilian Kelm[32]
- Johannes Kneifel (Konvertiert zum Christentum)[33]
- Ingmar Knop
- Gabriel Landgraf[34]
- Torsten Lemmer (Konvertiert zum Islam)
- Andreas Molau
- Annett Müller
- Kevin Müller[35]
- Wolfgang Niederreiter[36]
- Axel Reitz
- Stefan Rochow (Konvertiert zum Christentum)
- Philip Schlaffer
- Achim Schmid
- Christian Ernst Weißgerber[37]